# (3299) Hall
(3299) Hall (1982 FB1; 1980 TX5) ist ein ungefähr sechs Kilometer großer Asteroid des inneren Hauptgürtels, der am 10. Oktober 1980 von der US-amerikanischen Astronomin Carolyn Shoemaker am Palomar-Observatorium (IAU-Code 675) auf dem Gipfel des Palomar Mountains etwa 80 Kilometer nordöstlich von San Diego, Kalifornien entdeckt wurde.

## Benennung
Der Asteroid (3299) Hall wurde nach dem US-amerikanischen Astronomen John Scoville Hall (1908–1991) benannt, der von 1958 bis 1977 Leiter des Lowell-Observatoriums war. Er war ein Pionier der photoelektrischen Photometrie von Sternen im Bereich der Infrarotstrahlung und entdeckte mit William Albert Hiltner die Polarisation von Sternenlicht. Ein Nachruf 1992 wurde im Bulletin of the American Astronomical Society (Vol. 24, No. 4, S. 1323–1325) veröffentlicht.